# Лехтонен, Мирья
Мирья Лехтонен в замужестве Киеррос (фин. Mirja Lehtonen; 19 октября 1942 года, Уурайнен — 25 августа 2009 года, Мултиа) — финская лыжница, призёрка Олимпийских игр и чемпионата мира.

## Карьера
На Олимпийских играх 1964 года в Инсбруке завоевала серебряную медаль в гонке на 5 км (тем самым став единственной не советской лыжницей завоевавшей медаль в личной гонке на той Олимпиаде) и бронзовую медаль в эстафете, кроме того была 10-й в гонке на 10 км.
На чемпионате мира-1962 в Закопане завоевала бронзовую медаль в эстафете, а также заняла два 5-х места, в гонках на 5 и 10 км.
На чемпионатах Финляндии побеждала 5 раз, 2 раза в гонках на 5 км и 3 раза в гонках на 10 км. Два раза, в 1961 и 1963 годах признавалась спортсменкой года в Финляндии. 
Завершила спортивную карьеру в 1965 году в возрасте 23-х лет. С 1981 года в её родном городе Уурайнен проводится лыжная гонка её имени.  